# Кучар, Феликс Айзикович
Феликс Айзикович Кучар (15 сентября 1936, Минск — 2009) — советский кинооператор.

## Биография
Окончил Белорусский государственный университет (1958) и операторский факультет ВГИКа (1972, мастерская А. Симонова). Оператор киностудии Беларусьфильм с 1966 года.

## Фильмография

### Второй оператор
- 1969 — Счастливый человек (фильм)

### Оператор
- 1971 — Запрос (короткометражный)
- 1971 — Белорусская сказка
- 1972 — Отец
- 1972 — Игра
- 1972 — Школьные акварели
- 1973 — Старт
- 1973 — Только один день
- 1973 — Возвращаясь к старым корням
- 1974 — Белорусская сюита
- 1974 — Тревожные высоты
- 1974 — Охота на золото
- 1974 — Одиннадцать рапид
- 1985 — Свидетель (фильм)[1]
- 1988 — Меня зовут Арлекино (фильм)
- 2006 — Соблазн[2]